# Lista de prêmios e indicações recebidos por Austin Powers
Este anexo é uma lista dos prêmios e indicações recebidos por Austin Powers, uma série de filmes de comédia e ação composta pelos filmes International Man of Mystery (1997), The Spy Who Shagged Me (1999) e In Goldmember (2002). Todos os filmes foram estrelados e foi escritos por Mike Myers, um ator e roteirista canadense que interpretou o personagem-título, juntamente com vários outros papéis, como o Dr. Evil, Fat Bastard e Goldmember. A série também contou com Basil Exposition (Michael York), Number 2 (Robert Wagner e Rob Lowe), Frau Farbissina (Mindy Sterling), Scott Evil (Seth Green) e Vanessa Kensington (Elizabeth Hurley). A franquia foi dirigido por Jay Roach e distribuída pela New Line Cinema.
Os filmes receberam críticas positivas para: International Man of Mystery ganhou uma pontuação 69% na Rotten Tomatoes, The Spy Who Shagged Me ganhou 52%, e In Goldmember 55%. A filmes são paródias dos recursos da série de filmes estrelado pelo agente James Bond, bem como outros filmes de espionagem.
Os filmes da franquia Austin Powers receberam ao todo 44 indicações a prêmios e 23 vitórias, incluindo uma indicação ao Óscar, nomeação para o filme The Spy Who Shagged Me na categoria de Best Makeup e uma indicação ao Grammy Award de Best Soundtrack Album e uma vitória para o Best Song Written for a Motion Picture, Television or Other Visual Media para "Beautiful Stranger" canção de Madonna. Esta canção ainda foi indicada ao Golden Globe na categoria Best Original Song. Outros prêmios para a franquia incluem quatro vitórias no MTV Movie Award (com oito indicações), dois Teen Choice Awards (com duas indicações), um Saturn Award (com quatro indicações) entre outros. A atuação de Beyoncé Knowles no filme In Goldmember recebeu 6 indicações a prêmios, sendo nomeações ao MTV Movie Awards, Teen Choice Awards, Kids' Choice Awards e Black Reel Awards na categoria Best Female Performance, e duas nomeações de "Work It Out" na categoria Best Original Song no Satellite Awards e Black Reel Awards.

## International Man of Mystery

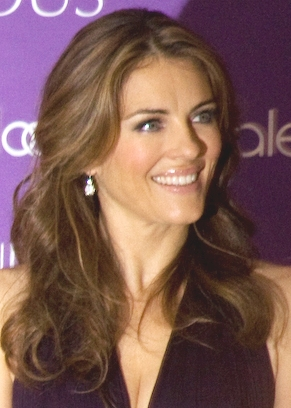
Elizabeth Hurley foi nomeada ao Blockbuster Entertainment Award na categoria Favorite Actress.

### Blockbuster Entertainment Award
| Ano  | Categoria                 | Nomeação         | Resultado |
| ---- | ------------------------- | ---------------- | --------- |
| 1998 | Favorite Actor – Comedy   | Mike Myers       | Indicado  |
| 1998 | Favorite Actress – Comedy | Elizabeth Hurley | Indicado  |

### Canadian Comedy Awards
| Ano  | Categoria                | Nomeação   | Resultado |
| ---- | ------------------------ | ---------- | --------- |
| 1997 | Best Original Screenplay | Mike Myers | Indicado  |

### MTV Movie Awards
| Ano  | Categoria                                    | Nomeação   | Resultado |
| ---- | -------------------------------------------- | ---------- | --------- |
| 1998 | Best Dance Sequence – "Some London Citizens" | Mike Myers | Venceu    |
| 1998 | Best Villain                                 | Mike Myers | Venceu    |
| 1998 | Best Comedic Performance                     | Mike Myers | Indicado  |
| 1998 | Best Movie                                   |            | Indicado  |

### Saturn Awards
| Ano  | Categoria         | Nomeação    | Resultado |
| ---- | ----------------- | ----------- | --------- |
| 1998 | Best Fantasy Film |             | Venceu    |
| 1998 | Best Costume      | Deena Appel | Indicado  |

## The Spy Who Shagged Me

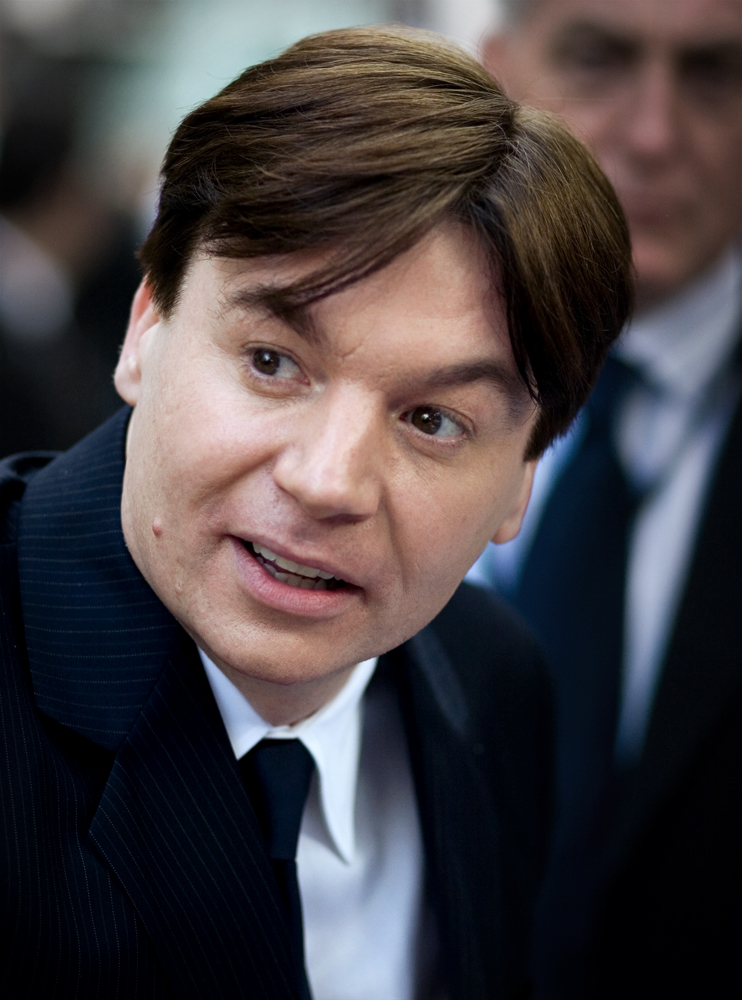
Mike Myers recebeu 4 indicações ao MTV Movie Awards e 4 vitórias por seus papéis na série.

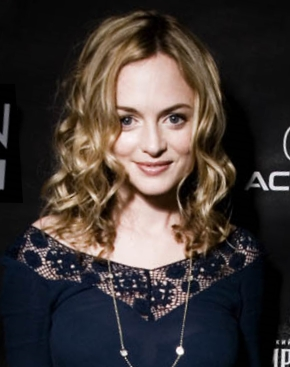
Heather Graham foi nomeada ao Saturn Award na categoria Best Actress.

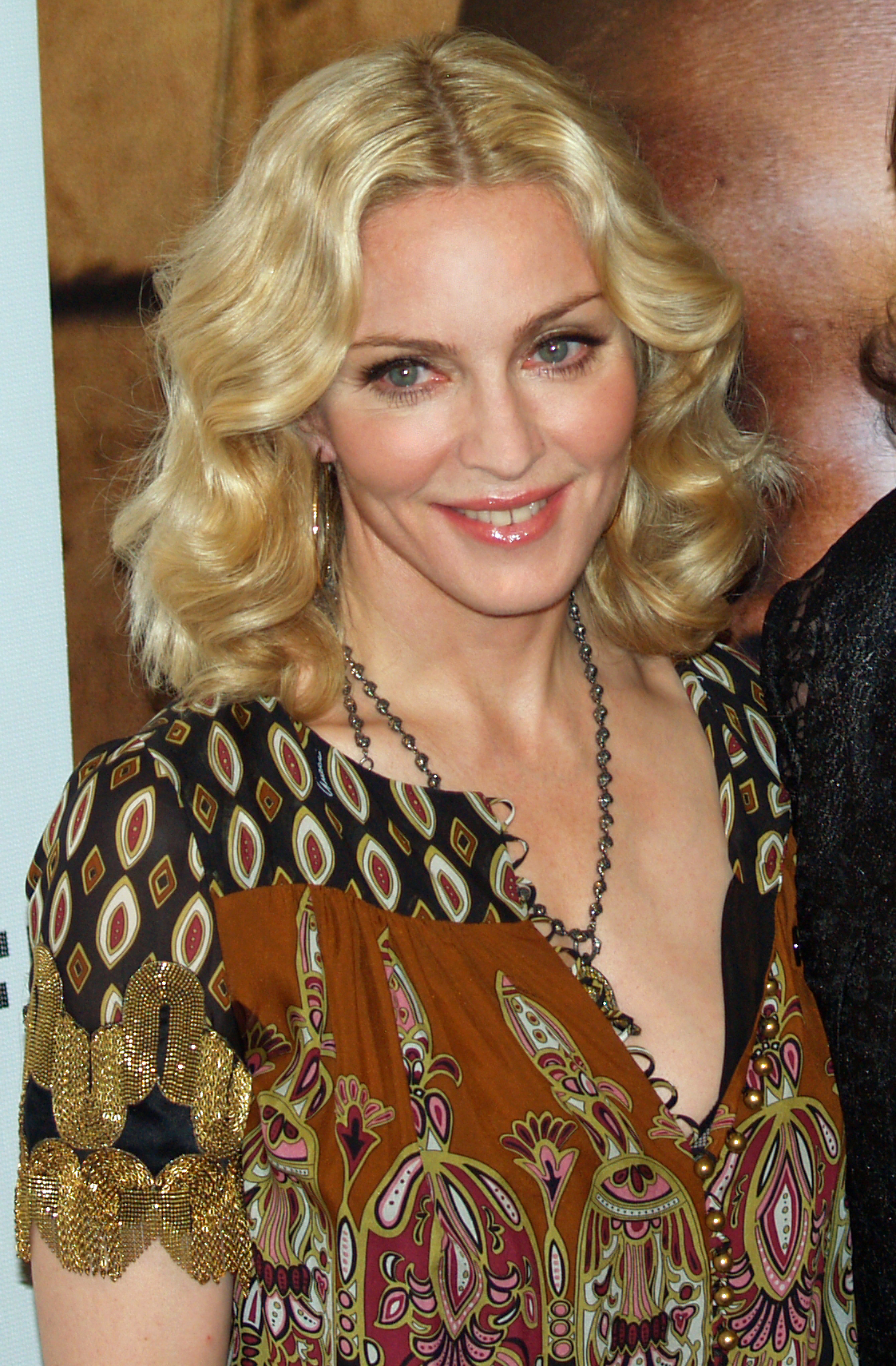
Madonna foi nomeada ao Golden Globe Awards e vendeu ao Grammy Award pela canção "Beautiful Stranger".

### Óscar
| Ano  | Categoria   | Nomeação                     | Resultado |
| ---- | ----------- | ---------------------------- | --------- |
| 2000 | Best Makeup | Michèle Burke, Mike Smithson | Indicado  |

### American Comedy Awards
| Ano  | Categoria                                            | Nomeação   | Resultado |
| ---- | ---------------------------------------------------- | ---------- | --------- |
| 1999 | Funniest Actor in a Motion Picture in a Leading Role | Mike Myers | Venceu    |

### Blockbuster Entertainment Awards
| Ano  | Categoria                            | Nomeação       | Resultado |
| ---- | ------------------------------------ | -------------- | --------- |
| 1999 | Favorite Actress – Comedy            | Heather Graham | Venceu    |
| 1999 | Favorite Soundtrack                  |                | Venceu    |
| 1999 | Favorite Villain                     | Mike Myers     | Venceu    |
| 1999 | Favorite Actor – Comedy              | Mike Myers     | Indicado  |
| 1999 | Favorite Supporting Actor – Comedy   | Verne Troyer   | Indicado  |
| 1999 | Favorite Supporting Actress – Comedy | Mindy Sterling | Indicado  |

### BMI Film & TV Awards
| Ano  | Categoria            | Nomeação          | Resultado |
| ---- | -------------------- | ----------------- | --------- |
| 1999 | BMI Film Music Award | George S. Clinton | Venceu    |

### Brit Awards
| Ano  | Categoria       | Nomeação | Resultado |
| ---- | --------------- | -------- | --------- |
| 1999 | Best Soundtrack |          | Venceu    |

### Canadian Comedy Awards
| Ano  | Categoria                 | Nomeação   | Resultado |
| ---- | ------------------------- | ---------- | --------- |
| 1999 | Film – Performance – Male | Mike Myers | Venceu    |
| 1999 | Film – Writing – Original | Mike Myers | Venceu    |

### Costume Designers Guild Awards
| Ano  | Categoria                                              | Nomeação    | Resultado |
| ---- | ------------------------------------------------------ | ----------- | --------- |
| 1999 | Excellence in Costume Design for Film - Period/Fantasy | Deena Appel | Indicado  |

### Golden Globes
| Ano  | Categoria          | Nomeação                                      | Resultado |
| ---- | ------------------ | --------------------------------------------- | --------- |
| 1999 | Best Original Song | "Beautiful Stranger" (Madonna, William Orbit) | Indicado  |

### Golden Trailer Awards
| Ano  | Categoria           | Nomeação | Resultado |
| ---- | ------------------- | -------- | --------- |
| 1999 | Best Comedy Trailer |          | Venceu    |
| 1999 | Best Comedy Trailer |          | Indicado  |
| 1999 | Best of Show        |          | Indicado  |

### Grammy Awards
| Ano  | Categoria                                                                | Nomeação                                      | Resultado |
| ---- | ------------------------------------------------------------------------ | --------------------------------------------- | --------- |
| 2000 | Best Song Written for a Motion Picture, Television or Other Visual Media | "Beautiful Stranger" (Madonna, William Orbit) | Venceu    |
| 2000 | Best Soundtrack Album                                                    |                                               | Indicado  |

### Hollywood Makeup Artist and Hair Stylist Guild Awards
| Ano  | Categoria                             | Nomeação                                                                | Resultado |
| ---- | ------------------------------------- | ----------------------------------------------------------------------- | --------- |
| 1999 | Best Period Hair Styling – Feature    | Candy L. Walken, Jeri Baker, Jennifer Bower O'Halloran, Toni-Ann Walker | Indicado  |
| 1999 | Best Period Makeup – Feature          | Patty York, Cheryl Ann Nick, Michèle Burke, Steve Artmont               | Indicado  |
| 1999 | Best Special Effects Makeup – Feature | Michèle Burke, Kenny Myers, Will Huff, Kevin Haney                      | Indicado  |
| 1999 | Best Special Effects Makeup – Feature | Stan Winston, Mike Smithson                                             | Indicado  |

### Kids' Choice Awards
| Ano  | Categoria                  | Nomeação                                       | Resultado |
| ---- | -------------------------- | ---------------------------------------------- | --------- |
| 1999 | Favorite Movie             |                                                | Indicado  |
| 1999 | Favorite Movie Actor       | Mike Myers                                     | Indicado  |
| 1999 | Favorite Movie Couple      | Heather Graham, Mike Myers                     | Indicado  |
| 1999 | Favorite Song from a Movie | "Beautiful Stranger" (performado por: Madonna) | Indicado  |

### Las Vegas Film Critics Society Awards
| Ano  | Categoria                 | Nomeação                                       | Resultado |
| ---- | ------------------------- | ---------------------------------------------- | --------- |
| 1999 | Best Home Video Packaging |                                                | Venceu    |
| 1999 | Best Song                 | "Beautiful Stranger" (performado por: Madonna) | Venceu    |

### MTV Movie Awards
| Ano  | Categoria                | Nomeação                 | Resultado |
| ---- | ------------------------ | ------------------------ | --------- |
| 1999 | Best Villain             | Mike Myers               | Venceu    |
| 1999 | Best Comedic Performance | Mike Myers               | Indicado  |
| 1999 | Best Fight               | Mike Myers, Verne Troyer | Indicado  |
| 1999 | Best Movie               |                          | Indicado  |
| 1999 | Best Musical Performance | Mike Myers, Verne Troyer | Indicado  |

### Saturn Awards
| Ano  | Categoria         | Nomeação       | Resultado |
| ---- | ----------------- | -------------- | --------- |
| 1999 | Best Actress      | Heather Graham | Indicado  |
| 1999 | Best Fantasy Film |                | Indicado  |

### Teen Choice Awards
| Ano  | Categoria                                 | Nomeação   | Resultado |
| ---- | ----------------------------------------- | ---------- | --------- |
| 1999 | Film – Choice Comedy                      |            | Venceu    |
| 1999 | Film – Choice Sleazebag for "Fat Bastard" | Mike Myers | Venceu    |

## In Goldmember

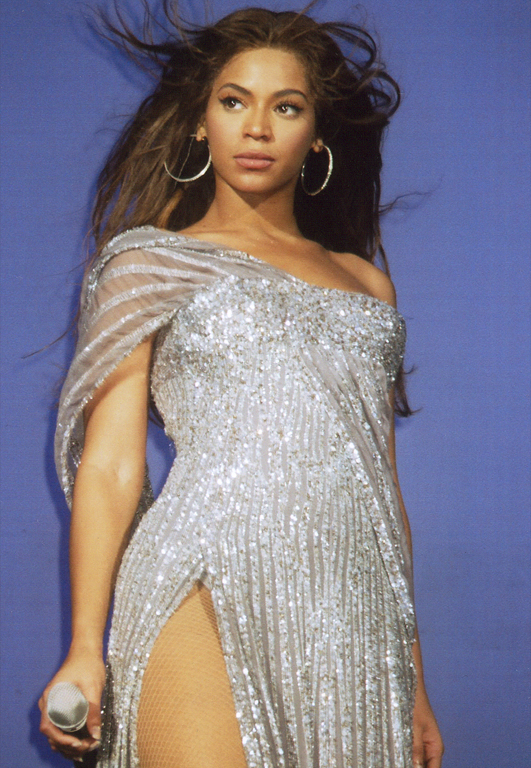
Beyoncé Knowles foi nomeada ao MTV Movie Award na categoria Best Female Breakthrough Performance.

### Black Reel Awards
| Ano  | Categoria                     | Nomeação                                        | Resultado |
| ---- | ----------------------------- | ----------------------------------------------- | --------- |
| 2003 | Best Breakthrough Performance | Beyoncé Knowles                                 | Indicado  |
| 2003 | Best Song                     | "Work It Out" (performado por: Beyoncé Knowles) | Indicado  |

### BMI Film & Television Awards
| Ano  | Categoria            | Nomeação          | Resultado |
| ---- | -------------------- | ----------------- | --------- |
| 2003 | BMI Film Music Award | George S. Clinton | Venceu    |

### Canadian Comedy Awards
| Ano  | Categoria                            | Nomeação   | Resultado |
| ---- | ------------------------------------ | ---------- | --------- |
| 2003 | Film – Pretty Funny Male Performance | Mike Myers | Venceu    |
| 2003 | Film – Pretty Funny Writing          | Mike Myers | Venceu    |

### Empire Awards
| Ano  | Categoria         | Nomeação             | Resultado |
| ---- | ----------------- | -------------------- | --------- |
| 2003 | Best Actor        | Mike Myers           | Indicado  |
| 2003 | Scene of the Year | The opening sequence | Indicado  |

### Hollywood Makeup Artist and Hair Stylist Guild Awards
| Ano  | Categoria                             | Nomeação                                         | Resultado |
| ---- | ------------------------------------- | ------------------------------------------------ | --------- |
| 2003 | Best Character Hair Styling – Feature | Candy L. Walken, Jeri Baker, Susan V. Kalinowski | Indicado  |
| 2003 | Best Period Hair Styling – Feature    | Candy L. Walken, Jeri Baker, Susan V. Kalinowski | Indicado  |

### Kids' Choice Awards
| Ano  | Categoria                   | Nomeação        | Resultado |
| ---- | --------------------------- | --------------- | --------- |
| 2003 | Favorite Movie              |                 | Venceu    |
| 2003 | Favorite Female Butt Kicker | Beyoncé Knowles | Indicado  |
| 2003 | Favorite Male Movie Star    | Mike Myers      | Indicado  |
| 2003 | Favorite Fart in a Movie    |                 | Indicado  |

### MTV Movie Awards
| Ano  | Categoria                            | Nomeação        | Resultado |
| ---- | ------------------------------------ | --------------- | --------- |
| 2003 | Best Comedic Performance             | Mike Myers      | Venceu    |
| 2003 | Best Villain                         | Mike Myers      | Indicado  |
| 2003 | Best Female Breakthrough Performance | Beyoncé Knowles | Indicado  |

### Satellite Awards
| Ano  | Categoria           | Nomeação                                        | Resultado |
| ---- | ------------------- | ----------------------------------------------- | --------- |
| 2003 | Best Costume Design | Deena Appel                                     | Indicado  |
| 2003 | Best Original Song  | "Work It Out" (performado por: Beyoncé Knowles) | Indicado  |
| 2003 | Best Overall DVD    |                                                 | Indicado  |

### Saturn Awards
| Ano  | Categoria    | Nomeação    | Resultado |
| ---- | ------------ | ----------- | --------- |
| 2003 | Best Costume | Deena Appel | Indicado  |

### Teen Choice Awards
| Ano  | Categoria                           | Nomeação        | Resultado |
| ---- | ----------------------------------- | --------------- | --------- |
| 2003 | Choice Movie Actor – Comedy         | Mike Myers      | Indicado  |
| 2003 | Choice Movie Breakout Star – Female | Beyoncé Knowles | Indicado  |